# Viggianello (Italie)
Pour les articles homonymes, voir Viggianello (homonymie).
Viggianello est une commune italienne d'environ 2 900 habitants située dans la province de Potenza, dans la région Basilicate, en Italie méridionale.

## Géographie
Située au pied du massif du Pollino (Parc National) à une altitude de 549 mètres, la commune fait partie de la province de Potenza. Elle s'étend sur 119 km2. Viggianello est traversée par la rivière Mercure.

## Histoire
Les premiers habitants de ces terres remonteraient aux Achéens venus de Sybaris pendant la deuxième guerre punique au IIIe siècle av. J.-C., selon des textes de Tite-Live. Des vases et des monnaies de cette période ont été retrouvés sur les sites archéologiques proches de Spedarei, Campo Rose et Caloi. Les Achéens auraient ensuite été rejoints par les Lucaniens, qui vivaient d'agriculture. Des colonies de moines basiliens se seraient installées à Viggianello au Xe siècle. La ville aurait été occupée également par les Byzantins. Les Normands auraient été à l'origine de la construction de la forteresse et de la tour carrée de l'église Saint-Nicolas. Le nom de la commune apparaît dans un document en 1132 sous le nom de Vinginello.
It is only during the X century that there is confirmation of the presence of Basilian Monks.
Les Souabes, les Angevins et les Aragonais auraient aussi vécu à Viggianello. La commune aurait été décimée par des épidémies de peste au XVIIe siècle. À son apogée, le village a compté jusqu'à 6 000 habitants au XIXe siècle.
L'origine du nom évoquerait un refuge. Le nom de la commune aurait également été Castrum Byanelli quand elle était un camp romain.

## Monuments et patrimoine
- Château normand du XIe siècle. Il a été habité par l'empereur Frédéric II en 1224 et en 1227.
- Église paroissiale de Sainte-Catherine de Sienne dite « Mère Église », église gothique à trois nefs du XVIIe siècle qui contient notamment une relique de sainte Catherine d'Alexandrie[5]. L’église a des fonts baptismaux datant du XVIe siècle et renferme aussi des peintures, des fresques et des sculptures.
- La fontaine de joie, qui date de 1876, est sculptée et ciselée.
- Église S. Maria della Grotta construite en 1738[6]
- Église de San Pasquale.
- Église de San Francesco di Paola.
- Église paroissiale de San Carmel.
- Chapelle de Santa Maria della Grotta appelée aussi Santa Rosa[7].
- Le palais Mastropaolo, du XVIIe siècle, qui a une porte en bois sculpté.
- Le palais Caporal, du XVIIe siècle, aujourd'hui musée privé qui expose des meubles d'époque, des armes anciennes et des peintures de l'école napolitaine[8].
- Le dernier dimanche d'août a lieu la fête religieuse patronale qui commémore saint François de Paule au cours de laquelle on transporte à travers le village un sapin coupé tiré par des bœufs, ainsi que du lait et du miel. La fête commence le mercredi précédent avec l’ascension de la montagne et la bénédiction du cheval. Le dimanche après-midi a lieu une procession du saint dans les rues de la ville[9].
- le festival des feux de joie a lieu le 19 mars et le avril dans les rues de la vieille ville pour porter chance[10].

## Administration
| Période                                  | Période | Identité | Étiquette | Qualité |
| ---------------------------------------- | ------- | -------- | --------- | ------- |
|                                          |         |          |           |         |
| Les données manquantes sont à compléter. |         |          |           |         |

### Communes limitrophes
Castelluccio Inferiore, Chiaromonte, Fardella, Laino Borgo, Morano Calabro, Rotonda, San Severino Lucano.